# Trans-2-enoil-KoA reduktaza (NADPH)
Trans-2-enoil-KoA reduktaza (NADPH) (EC 1.3.1.38, NADPH-zavisni trans-2-enoil-KoA reduktaza, reduktaza, trans-enoil koenzim A, trans-2-enoil-KoA reduktaza (2)) je enzim sa sistematskim imenom acil-KoA:NADP+ trans-2-oksidoreduktaza. Ovaj enzim katalizuje sledeću hemijsku reakciju
acil-KoA + + {\displaystyle \rightleftharpoons } trans-2,3-dehidroacil-KoA + +
Ovaj enzim nije identičan sa EC 1.3.1.37, cis-2-enoil-KoA reduktazom (NADPH), cf. EC 1.3.1.8, acil-KoA dehidrogenaza (-{NADP}+).

## Literatura
- Nicholas C. Price; Lewis Stevens (1999). Fundamentals of Enzymology: The Cell and Molecular Biology of Catalytic Proteins (Third изд.). USA: Oxford University Press. ISBN 019850229X.
- Eric J. Toone (2006). Advances in Enzymology and Related Areas of Molecular Biology, Protein Evolution (Volume 75 изд.). Wiley-Interscience. ISBN 0471205036.
- Branden C; Tooze J. Introduction to Protein Structure. New York, NY: Garland Publishing. ISBN 0-8153-2305-0.
- Irwin H. Segel. Enzyme Kinetics: Behavior and Analysis of Rapid Equilibrium and Steady-State Enzyme Systems (Book 44 изд.). Wiley Classics Library. ISBN 0471303097.
- William P. Jencks (1987). Catalysis in Chemistry and Enzymology. Dover Publications. ISBN 0486654605.

## Spoljašnje veze
- Trans-2-enoyl-CoA+reductase+(NADPH) на 